# Herbert Plaxton
Herbert Alfred Wellington Plaxton  (Barrie, 22 april 1901 - Georgina, 7 november 1970) was een Canadese ijshockeyspeler. 
Plaxton werd op aanraden van zijn broer Hugh opgenomen in de Canadese ploeg voor deelname aan de Olympische Winterspelen 1928 in het Zwitserse Sankt Moritz. Plaxton kwam in twee wedstrijden in actie en maakte twee doelpunten. Plaxton won met de Canadese ploeg de gouden medaille.